# Svodín
Svodín (maďarsky Szőgyén) je obec v okrese Nové Zámky na Slovensku. Leží v Podunajské nížině. Žije v ní přibližně 2 400 obyvatel. Většina obyvatel je maďarské národnosti.

## Historie
První písemná zmínka o vesnici pochází z roku 1156, kdy byla zmíněna pod názvem Scheuden
Výsledky archeologických výzkumů provedené v roce 1971 dokázaly, že území obce bylo osídleno již od začátku doby kamenné. První vykopávky se uskutečnily na Busahegy, který se stal nejvýznamnějším nalezištěm – archeologové zde našli kamenné nástroje, které jsou staré několik tisíc let. Objevili také stopy (podle objevených památek z pozdního neolitu, resp. památek lidu lengyelské kultury) osídlení ze 4. tisíciletí př. n. l. Z období 5.–4. tisíciletí př. n. l. jsou pozoruhodné antropomorfní artefakty, a to dvě vázovité nádoby, které jsou zpodobněním ženy.
Nálezy z roku 2000 př. n. l. kultury s kanelovanou keramikou se nacházejí v archeologickém muzeu v Budapešti. Z doby bronzové byly objeveny náramky a meč. Z římské doby se objevilo naleziště v prostoru katastru Farkaspuszta. V Busahegy byl objeven avarský tábor, v němž spolu s Avary žili i Slované. Na návrší Várhely, které již dnes neexistuje, se nacházelo slovanské hradiště.
Ve 4. století př. n. l. na toto území sem přišli Keltové. V 1. století n. l. se území stalo provincií Římské říše. V 5. století se zde objevili Hunové, považovaní za předky dnešních Maďarů. Po nich se zde usadili Avaři a později, v 8. století, moravští Slované, kteří se již začali zabývat zemědělstvím. V 9.–10. století opouštěli Slované danou lokalitu a přicházeli sem, resp. usídlili se na obou březích Dunaje nomádští Maďaři. Toto území bylo začleněno do panství Arpádovců. V části osady Busahegy se usadil kmen náčelníka Tordu. Později tuto osadu do královského majetku přijal Štepán I. jako osadu na svazích hroznů „Perlivého vína“ – Szölgyön. Za vlády Gejzy II. patřily obě osady, Busahegy a Várhely, do ostřihomského panství. V roce 1242 ji obsadili Tataři, po jejichž odchodu král Béla IV. do vsi povola německé a slovenské osadníky. Přišlo asi čtyřicet německých rodin, a tímto se obec rozdělila na dvě části, a to maďarskou zvanou Unngarica Villa Sceudin a německou: Theutonica Villa Sceudin. Od roku 1291 bylo území obce rozděleno na Maďarský a Německý Svodín.
V roce 1427 dostala obec výsady a trhové právo a byla uváděna jako Oppidum Sceuden Ungaricum. V době kuruckých válek (roku 1708) oba Svodíny obsadil František II. Rákóczi za pomoci zeměpána Jana Bottyána z Nové Vísky, v roce 1710 byla osada Várhely srovnána se zemí.
Do roku 1918 bylo území obce součástí Uherska. V roce 1925 byly obě obce, tj. Maďarský Svodín (maďarsky Magyarszőgyén) a Německý Svodín (maďarsky Németszőgyén) sloučeny do obce Seldín. V důsledku první vídeňské arbitráže bylo území obce v letech 1938 až 1945 součástí Maďarska. V roce 1948 došlo k přejmenování obce ze Seldín na Svodín.

## Pamětihodnosti
- Římskokatolický kostel Nanebevzetí Panny Marie, jednolodní stavba z let 1792–1799 ve stylu luiséz s polygonálním ukončením presbytáře a věží tvořící součást její hmoty, Autorem kostela s netradičním půdorysem dvou protínajících se oválů je pravděpodobně stavitel J. Thalherr. Během bojů v roce 1944 byl poškozen a prošel obnovou v letech 1957–1958.[4]
- Ruiny kostela sv. Michala – v části Maďarský Svodín stál do roku 1945 románský dvouvěžový kostel ze 13. století, přestavěný později na protitureckou pevnost. Ustupující německá vojska ho vyhodila do vzduchu. Dnes je na jeho místě rekonstruován původní půdorys. Archeologický výzkum objevil další románský kostel ze stejného období také v části Německý Svodín.
- Památník obětem první světové války – sochu hrdinů, postavili v roce 1924 na počest padlých v I. světové válce.
- Socha Pála Pathóa – byl zástupcem soudce v Ostřihomi a referentem obce Svodín. V roce 1848 byl organizátorem místní národní gardy. Zemřel 28. dubna 1855 na zápal plic v maďarském Svodíně. Jeho hrob je na místním hřbitově.
- Umělecká Galerie ve Svodíně – v roce 1999 byl v obci poprvé zorganizován Mezinárodní tábor výtvarného umění. Od té doby se tu každoročně setkávají umělci několika států (Slovensko, Maďarsko, Česko, Polsko, Rumunsko, Kanada), kteří zastupují různé umělecké styly a směry. Jelikož výtvarní umělci část zde vytvořených díl darují obci, samospráva se rozhodla, že v budově oproti kostela zřídí z těchto děl galerii.
- Dům lidových tradic a archeologické muzeum – byl zřízen v bývalém statku, který se svým obrovským hospodářským dvorem a vedlejšími stavbami zdál být nejvhodnější pro tento účel. Archeologové SNM v letech 1995–2001 odkryli zbytky zničeného kostela sv. Michala a původně stojícího staršího kostela. Jelikož byly objeveny zajímavé a poučné nálezy, samospráva obce rozhodla, že výsledky výzkumu představí veřejnosti ve formě stálé výstavy.
- Naučná stezka Strekov–Svodín – výchozím a cílovým místem naučné stezky, o celkové délce 9,3 kilometru, jsou římskokatolické kostely v obcích Strekov a Svodín. Na trase je osazeno šest naučných tabulí. Obsahové náplně tabulí jsou zaměřeny na vzácné druhy fauny a flóry, poutní místo Cigléd, lidové tradice a kulturněhistorické památky obcí Strekov a Svodín a popis mariánské cesty.

## Družební obce
- Bystřice, Česko
- Pińczów, Polsko
- Tata, Maďarsko[5]